# 더딘하루
《더딘하루》는 1991년 발매된 가수 이상은의 정규음반 3집이다. 아이돌 가수에서 탈피 본격적인 싱어송라이터로서의 시작을 알린 앨범으로 뉴욕 유학시절 만든 셀프 프로듀스 앨범이다. 뉴욕에서 매주 발간되는 <빌리지 보이스>라는 무료 정보지를 통해 만나게 된 발레 음악하는 편곡자 Tom Semanski와 줄리어드 음대에 다니는 친구들이 세션으로 참가한 작품이다. 이상은 이 음반의 녹음을 브로드웨이에 위치한 스튜디오에서 데모 작업을 하였으며, 마스터링이나 음반 표지까지 직접 참여하였다. 틈틈이 한국에 나와 '더딘하루'로 방송활동을 하였으며, 이중 '너무 오래'라는 곡은 이상은이 콘서트에서도 즐겨 부르는 곡이다. 4번트랙 '초승달'은 9집 《Asian Prescription》앨범에 영어버전으로 새롭게 편곡되어 수록되기도 했다. 영어명인 《Slow Days》라는 이름으로 불리기도 한다.

## 수록곡
전체 작곡: 이상은
| #            | 제목                    | 작사         | 재생 시간 |
| ------------ | ----------------------- | ------------ | --------- |
| 1.           | 〈들국화 Ⅰ〉 (연주곡)   |              | 1:09      |
| 2.           | 〈영원히〉              | 이상은       | 3:57      |
| 3.           | 〈너에게 주고 싶은 것〉 | 이상은       | 3:30      |
| 4.           | 〈초승달〉              | 이상은       | 3:34      |
| 5.           | 〈더딘 하루〉           | 이상은       | 3:41      |
| 6.           | 〈너무 오래〉           | 이상은       | 4:25      |
| 7.           | 〈어느날 아침〉         | 이상은       | 3:37      |
| 8.           | 〈들국화 Ⅱ〉 (연주곡)   |              | 0:59      |
| 총 재생 시간 | 총 재생 시간            | 총 재생 시간 | 24:52     |

## 관련 영상
- '더딘하루' 1991년 출연영상
- '더딘하루' 편집영상